# High Fidelity (film)
High Fidelity is een muzikale komediefilm uit 2000 onder regie van Stephen Frears. De productie is een verfilming van het gelijknamige boek van Nick Hornby uit 1995.

## Verhaal
Rob Gordon (John Cusack) is de eigenaar van platenzaak Championship Vinyl, waar de stille Dick (Todd Louiso) en de botte Barry (Jack Black) voor hem werken. Ze vullen hun dagen met het spuien van hun muzikale kennis tegen elkaar en het zichzelf verheven voelen boven de klanten door die kennis. Gordon heeft nog een andere obsessie, namelijk zijn hele leven en voorkeuren indelen in 'top 5'-lijstjes. Zijn meest recente lijstje is er een van ex-vriendinnen. Door na te lopen waarop die relaties stukliepen, probeert hij te achterhalen waarom zijn laatste vriendin Laura (Iben Hjejle) hem verliet voor de in Gordons ogen verschrikkelijke Ian (Tim Robbins). Hij besluit de vrouwen stuk voor stuk nog eens op te zoeken. Terwijl hij er gaandeweg per ex achter komt wat er fout zat wordt hij steeds meer geconfronteerd met zijn eigen karakter en met zijn verwachtingspatronen. Gordon legt zich er ondertussen niet bij neer dat het definitief over is tussen hem en Laura, met wie hij nog wel op vriendschappelijke voet staat.

## Rolverdeling
| Acteur                 | Personage         |
| ---------------------- | ----------------- |
| John Cusack            | Rob Gordon        |
| Iben Hjejle            | Laura             |
| Todd Louiso            | Dick              |
| Jack Black             | Barry             |
| Lisa Bonet             | Marie De Salle    |
| Catherine Zeta-Jones   | Charlie Nicholson |
| Joan Cusack            | Liz               |
| Lili Taylor            | Sarah Kendrew     |
| Joelle Carter          | Penny Hardwick    |
| Natasha Gregson Wagner | Caroline Fortis   |
| Sara Gilbert           | Anaugh            |

## Ontvangst
High Fidelity werd genomineerd voor een Golden Globe (Best Actor in a Comedy/Musical - Cusack), een BAFTA (Best Adapted Screenplay), een Grammy Award (Best Compilation Soundtrack Album for a Motion Picture), drie MTV Movie Awards en vijftien andere filmprijzen. Hij won een Blockbuster Entertainment Award voor de beste bijrol in een komedie (Black) en een Golden Reel Award van de Motion Picture Sound Editors voor beste geluidmontage in de categorie muziek.

## Trivia
- Muzikant Bruce Springsteen heeft een cameo in de film. Cusack wilde oorspronkelijk liever Bob Dylan, maar deze bleek niet beschikbaar. Daarop wist Cusack de bevriende Springsteen voor het idee van een uitzonderlijk gastoptreden te winnen.
- John en Joan Cusack zijn broer en zus. High Fidelity was de achtste film waarin ze samen te zien zijn.